# Booze, Broads and Beelzebub
Booze, Broads and Beelzebub je hudební album skupiny Chrome Division. Vydáno bylo v roce 2008.

## Seznam skladeb
1. The Second Coming - 1:02
2. Booze, Broads & Beelzebub - 4:21
3. Wine Of Sin - 4:08
4. Raven Black Cadillac - 4:23
5. Life Of A Fighter - 4:38
6. The Devil Walks Proud - 3:50
7. Hate This Town - 3:55
8. The Boys From The East - 4:47
9. Doomsday Rider - 3:46
10. Let's Hear It - 4:56
11. Sharp Dressed Man (Cover ZZ Top) - 3:08
12. Bad Broad (Good Girl Gone Bad) - 4:11
13. Raise Your Flag - 3:00